# Helina costalis
Helina costalis är en tvåvingeart som först beskrevs av Stein 1906.  Helina costalis ingår i släktet Helina och familjen husflugor. Inga underarter finns listade i Catalogue of Life.